# Kwiecień 2007 w sporcie
Zobacz też: Kwiecień 2007 · Zmarli w kwietniu 2007 · Kwiecień 2007 w Wikinews

## 29 kwietnia

### Kolarstwo szosowe
- Liège-Bastogne-Liège
  - Włoch Danilo Di Luca (Liquigas) wygrał jednodniowy wyścig pokonując 262 km w 6h 37'24”. Drugie miejsce zdobył Hiszpan Alejandro Valverde (+0.03”), trzeci na mecie był Fränk Schleck z takim samym wynikiem. Sylwester Szmyd ze stratą 08'31” uplasował się na 87. pozycji.

### Piłka nożna
- Drużyna PSV Eindhoven zdobyła Mistrzostwo Holandii wygrywając z Ajaxem Amsterdam jedną bramką. Trzecie miejsce zajął AZ Alkmaar. (Onet.pl)

## 28 kwietnia

### Gimnastyka sportowa
Zakończenie 2° Indywidualnych Mistrzostw Europy w gimnastyce sportowej, trwających od 23 kwietnia w Amsterdamie. Reprezentacja Polski zajęła na nich w finałach 6 miejsce – Leszek Blanik był 6 w finale skoku, a Roman Kulesza również 6, w finale na drążku .

### Krykiet
- Mistrzostwa Świata w Krykiecie 2007
  - Australii wygrała finał Mistrzostw Świata w Krykiecie, pokonując w nim Sri Lankę. Jest to trzecie z rzędu i czwarte w ogóle mistrzostwo świata w krykiecie zdobyte przez Australię.

### Żużel
- Grand Prix Włoch 2007:
  - We włoskim Lonigo zainaugurowano rozgrywki Grand Prix 2007 o tytuł indywidualnego mistrza świata. Zawody wygrał Duńczyk Nicki Pedersen przed Amerykaninem Gregiem Hancockiem i debiutującym w roli stałych uczestników Polakiem Wiesławem Jagusiem. W półfinałach wystąpiło jeszcze dwóch Polaków: Tomasz Gollob był 6., a Jarosław Hampel 8. 15. miejsce zajął Rune Holta (Norweg startujący pod polską flagą). W roli sędziego Grand Prix zadebiutował Niemiec Frank Ziegler, a w roli uczestników Włoch Christian Miotello.

## 23 kwietnia

### Gimnastyka sportowa
Pierwszy dzień 2° Indywidualnych Mistrzostw Europy w gimnastyce sportowej w Amsterdamie. Impreza potrwa do 28 kwietnia.

## 12 kwietnia

### Żużel
- Grand Prix Włoch 2007:
  - Komisja SGP przyznała Mattiowi Carpanese dziką kartę a Danielowi Tessari oraz Christianowi Miotello status rezerwy toru na zawody o Grand Prix Włoch. Jednocześnie dokonano losowania numerów startowych na te zawody.

## 11 kwietnia

### Żużel
- Finał krajowych eliminacji do Indywidualnych Mistrzostw Świata Juniorów 2007:
  - W Toruniu odbył się finał krajowych eliminacji do IMŚJ. Zawody wygrał Paweł Hlib przed Krzysztofem Buczkowskim i Kamilem Brzozowskim. Do światowych eliminacji awansowali także Marcin Jędrzejewski, Adrian Gomólski i Maciej Piaszczyński. Ponadto obrońca tytułu Karol Ząbik, który z powodu kontuzji zrezygnował ze startu w półfinale eliminacji, otrzymał od PZM dziką kartę i wystąpi od razu od światowych półfinałów – pozostała szóstka od rund kwalifikacyjnych (ćwierćfinałów).
- Brytyjska Elite League 2007:
  - Poole Pirates – Oxford Cheetahs 57:35

## 9 kwietnia

### Kolarstwo szosowe
- ProTour 2007
  - Niemiec Marcus Burghardt z Team T-Mobile dość niespodziewanie wygrał belgijski pół-klasyk Gandawa-Wevelgem.

### Żużel
- I runda polskiej Ekstraligi 2007:
  - Złomrex Włókniarz Częstochowa – Marma – Stal Rzeszów 58:35
  - Unibax Toruń – Unia Leszno 49:44
  - Unia Tarnów – Atlas Wrocław 46:44
- I runda polskiej I ligi 2007:
  - PSŻ Milion Team Poznań – RKM Rybnik 48:40
  - Intar Lazur Ostrów – Start Gniezno 61:32
- I runda polskiej II ligi 2007:
  - Kolejarz Rawicz – KSM Krosno 59:34
  - Kolejarz Opole – Orzeł Łódź 59:33
- Brytyjska Elite League 2007:
  - Coventry Bees – Oxford Cheetahs 65:28
  - Wolverhampton Wolves – Belle Vue Aces 54:39

## 8 kwietnia

### Curling
- Mistrzostwa Świata Mężczyzn
  - Kanada (skip Glenn Howard) pokonała w finale reprezentację Niemiec (skip Andreas Kapp) 8:3.

### Kolarstwo szosowe
- ProTour 2007
  - 91. edycję wyścigu Dookoła Flandrii wygrał Włoch Alessandro Ballan przed Belgiem Leifem Hoste i rodakiem Lucą Paolini.

### Żużel
- Polska Ekstraliga 2007:
  - mecz inauguracyjny: ZKŻ Kronopol Zielona Góra – Polonia Bydgoszcz 43:46
- Brytyjska Elite League 2007:
  - (13:30) Reading Bulldogs – Swindon Robins 39:54
  - (19:00) Swindon Robins – Reading Bulldogs 65:28
- Niemiecka Bundesliga 2007:
  - W Neuenkick rozegrano drugą rundę niemieckiej Bundesligi. Czwórmecz wygrała ponownie drużyna MSC Diedenbergen przed MC Gustrow, MSC Brokstedt oraz SC Neuenknick. W barwach tej ostatniej wystąpili dwaj Polacy: Łukasz Jankowski zdobył 12 punktów (3,3,3,2,1), natomiast Marcin Sekula zero (0,0,-,u).

## 7 kwietnia

### Curling
- Mistrzostwa Świata Mężczyzn
  - Reprezentacja Niemiec (skip Andreas Kapp) pokonała w małym finale drużynę ze Stanów Zjednoczonych (skip Todd Birr) 6:4. Drużyna amerykańska zdobyła brązowy medal a Niemcy grać będą z Kanadą w finale.

### Piłka nożna
- I liga albańska (Kategoria Superiore) – 26. kolejka

|  | KS Besa Kavaja           | 2:1 (1:1) | Apolonia Fier       |
|  | KS Dinamo Tirana         | 0:2 (0:1) | FK Partizani Tirana |
|  | KS Elbasani              | 0:0       | KS Teuta Durrës     |
|  | KS Flamurtari Vlora      | 0:2 (0:1) | KS Vllaznia Szkodra |
|  | KS Kastrioti Kruja       | 1:1 (0:0) | SK Tirana           |
|  | KS Luftëtari Gjirokastra | 1:3 (1:2) | KS Shkumbini        |

- I liga angielska (Premiership) – 32. kolejka

|  | Arsenal F.C.          | 0:1 (0:1) | West Ham United F.C. |
|  | Blackburn Rovers      | 1:2 (1:1) | Aston Villa          |
|  | Chelsea F.C.          | 1:0 (0:0) | Tottenham Hotspur    |
|  | Middlesbrough F.C.    | 4:1 (2:1) | Watford F.C.         |
|  | Portsmouth F.C.       | 2:1 (1:0) | Manchester United    |
|  | Reading F.C.          | 1:2 (0:1) | Liverpool F.C.       |
|  | Sheffield United F.C. | 1:2 (0:1) | Newcastle United     |
|  | Wigan Athletic        | 1:3 (1:1) | Bolton Wanderers     |

- I liga austriacka (T-Mobile Bundesliga) – 27. kolejka

|  | Austria Wiedeń  | 1:1 (0:1) | SV Mattersburg      |
|  | Grazer AK       | 4:1 (2:1) | SC Rheindorf Altach |
|  | FC Wacker Tirol | 2:3 (0:2) | Rapid Wiedeń        |
|  | SV Pasching     | 3:1 (2:0) | SV Ried             |

- I liga belgijska (Jupiler League) – 28. kolejka

|  | KSK Beveren        | 1:1 (1:0) | Cercle Brugge    |
|  | Club Brugge        | 2:2 (0:1) | KSC Lokeren      |
|  | RAEC Mons          | 1:1 (1:1) | Lierse SK        |
|  | Excelsior Mouscron | 2:2 (1:0) | FC Brussels      |
|  | K.S.V. Roeselare   | 1:3 (0:1) | AA Gent          |
|  | Sint-Truidense VV  | 2:2 (0:1) | SV Zulte-Waregem |

- I liga bułgarska (Grupa A) – 21. kolejka

|  | Bełasica Petricz        | 2:1 (1:1) | Wichren Sandanski  |
|  | CSKA Sofia              | 0:1 (0:1) | Lewski Sofia       |
|  | Liteks Łowecz           | 2:0 (2:0) | Beroe Stara Zagora |
|  | Łokomotiw Płowdiw       | 2:4 (1:2) | Łokomotiw Sofia    |
|  | Riłski Sportist Samokow | 0:1 (0:1) | Sławia Sofia       |
|  | Rodopa Smolan           | 1:2 (0:1) | Marek Dupnica      |

- I liga czeska (1. Gambrinus liga) – 21. kolejka

|  | Slovan Liberec  | 1:1 (1:0) | 1. FC Slovácko |
|  | FC Tescoma Zlín | 2:0 (1:0) | Sparta Praga   |

- I liga estońska (Meistriliiga) – 5. kolejka

|  | Vaprus Parnawa     | 0:2 (0:1) | FC TVMK Tallinn     |
|  | FC Ajax Lasnamäe   | 0:2 (0:0) | FC Flora Tallinn    |
|  | Maag Tartu         | 0:2 (0:1) | Trans Narwa         |
|  | JK Kalev Tallinn   | 2:1 (2:0) | JK Viljandi Tulevik |
|  | FC Levadia Tallinn | 4:0 (1:0) | FC Kuressaare       |

- I liga francuska (Ligue 1) – 31. kolejka

|  | AJ Auxerre             | 0:0       | Girondins Bordeaux |
|  | AS Monaco              | 0:0       | Troyes AC          |
|  | AS Nancy               | 0:1 (0:0) | FC Lorient         |
|  | Paris Saint-Germain    | 2:1 (0:1) | Le Mans UC72       |
|  | Stade Rennais          | 1:0 (1:0) | RC Lens            |
|  | FC Sochaux-Montbéliard | 1:1 (0:0) | OGC Nice           |
|  | AS Saint-Étienne       | 2:1 (2:1) | FC Nantes          |
|  | Valenciennes FC        | 0:0       | Olympique Lyon     |

- I liga hiszpańska (Primera División) – 29. kolejka

|  | Athletic Bilbao | 1:0 (1:0) | Valencia CF  |
|  | Real Saragossa  | 1:0 (0:0) | FC Barcelona |

- I liga holenderska (Eredivisie) – 31. kolejka

|  | SC Heerenveen    | 1:1 (1:1) | ADO Den Haag  |
|  | NEC Nijmegen     | 2:1 (2:0) | PSV Eindhoven |
|  | Roda JC Kerkrade | 2:0 (0:0) | SBV Excelsior |

- I liga litewska (A Lyga) – 1. kolejka

|  | Atlantas Kłajpeda    | 1:2 (1:0) | Žalgiris Wilno  |
|  | FK Ekranas Poniewież | 2:0 (1:0) | FK Szawle       |
|  | Interas Wisaginia    | 2:3 (1:2) | FBK Kowno       |
|  | Suduva Mariampol     | 4:1 (1:1) | FK Szyłokarczma |
|  | FK Wilno             | 0:0       | Vetra Wilno     |

- I liga niemiecka (Bundesliga) – 28. kolejka

|  | Alemannia Aachen    | 1:4 (0:1) | Borussia Dortmund        |
|  | Eintracht Frankfurt | 1:3 (0:0) | Energie Cottbus          |
|  | Hamburger SV        | 2:4 (0:3) | VfB Stuttgart            |
|  | Hannover 96         | 1:2 (1:0) | Bayern Monachium         |
|  | Hertha BSC          | 1:1 (0:1) | Arminia Bielefeld        |
|  | FC Schalke 04       | 2:0 (0:0) | Borussia Mönchengladbach |
|  | VfL Wolfsburg       | 3:2 (1:1) | 1. FSV Mainz 05          |

- I liga polska (Orange Ekstraklasa) – 20. kolejka

|  | Górnik Zabrze                 | 1:0 (0:0) | Legia Warszawa        |
|  | Groclin Grodzisk Wielkopolski | 0:0       | Cracovia              |
|  | Korona Kielce                 | 2:1 (2:1) | Pogoń Szczecin        |
|  | ŁKS Łódź                      | 1:1 (0:0) | Odra Wodzisław Śląski |
|  | Wisła Kraków                  | 0:0       | Lech Poznań           |

- I liga portugalska (bwinLIGA) – 24. kolejka

|  | CF Estrela da Amadora | 3:3 (2:1) | Académica Coimbra |
|  | SC Braga              | 0:1 (0:0) | Sporting CP       |
|  | Desportivo das Aves   | 1:0 (0:0) | Boavista FC       |
|  | União Leiria          | 0:1 (0:0) | CF Belenenses     |
|  | CS Marítimo           | 1:1 (1:0) | Naval 1º Maio     |
|  | FC Paços Ferreira     | 2:1 (0:1) | CD Nacional       |

- I liga rosyjska (Premier Liga) – 4. kolejka

|  | Dinamo Moskwa      | 2:1 (0:1) | Łokomotiw Moskwa       |
|  | FK Moskwa          | 1:0 (1:0) | Kubań Krasnodar        |
|  | Saturn Ramienskoje | 1:1 (0:1) | Krylja Sowietow Samara |

- I liga rumuńska (Liga I) – 25. kolejka

|  | FC Argeș Pitești | 1:2 (0:0) | Rapid Bukareszt     |
|  | Steaua Bukareszt | 2:4 (0:3) | FC Dinamo Bukareszt |

- I liga szwedzka (Allsvenskan) – 1. kolejka

|  | IF Elfsborg | 1:1 (1:1) | Malmö FF |

- I liga węgierska (Borsodi Liga) – 23. kolejka

|  | Diósgyőri VTK      | 1:1 (1:1) | Kaposvári Rákóczi |
|  | Győr ETO FC        | 0:2 (0:2) | Vasas SC          |
|  | Budapest Honvéd FC | 2:0 (0:0) | Tatabánya FC      |
|  | Rákospalotai EAC   | 1:0 (1:0) | Paksi SE          |
|  | Zalaegerszegi TE   | 1:3 (1:2) | MFC Sopron        |

- I liga włoska (Serie A) – 31. kolejka

|  | Atalanta BC    | 1:0 (0:0) | Chievo Werona     |
|  | Calcio Catania | 0:2 (0:1) | AS Roma           |
|  | ACF Fiorentina | 4:0 (2:0) | Ascoli Calcio     |
|  | S.S. Lazio     | 1:0 (1:0) | FC Messina        |
|  | A.C. Milan     | 3:1 (2:1) | Empoli FC         |
|  | US Palermo     | 1:3 (1:1) | Cagliari Calcio   |
|  | Parma F.C.     | 1:0 (0:0) | AS Livorno Calcio |
|  | Reggina Calcio | 0:0       | Inter Mediolan    |
|  | UC Sampdoria   | 1:0 (1:0) | Torino FC         |

### Żużel
- Mistrzostwa Par Elite League 2007:
  - Para Poole Pirates (Jason Crump i Bjarne Pedersen) zwyciężyła w finałowych zawodach Mistrzostw Par Elite League. Drugie miejsce zajęła para Reading Bulldogs, trzecie Swindon Robins. W barwach Swindon wystąpił jedyny Polak Sebastian Ułamek.

## 6 kwietnia

### Piłka nożna
- I liga angielska (Premiership) – 32. kolejka

|  | Manchester City | 0:0       | Charlton Athletic |
|  | Everton F.C.    | 4:1 (3:1) | Fulham F.C.       |

- I liga belgijska (Jupiler League) – 28. kolejka

|  | RSC Anderlecht | 1:0 (1:0) | Standard Liège |

- I liga bułgarska (Grupa A) – 21. kolejka

|  | Czerno More Warna | 3:1 (2:0) | Czernomorec Burgas |
|  | Spartak Warna     | 1:0 (1:0) | Botew Płowdiw      |

- I liga holenderska (Eredivisie) – 31. kolejka

|  | Vitesse Arnhem | 3:0 (2:0) | Sparta Rotterdam |

- I liga irlandzka (Premier Division) – 5. kolejka

|  | Bohemians Dublin          | 1:0 (1:0) | Sligo Rovers           |
|  | Bray Wanderers            | 0:2 (0:1) | Shamrock Rovers        |
|  | Galway United             | 0:1 (0:1) | St. Patrick’s Athletic |
|  | Longford Town             | 0:1 (0:1) | Drogheda United        |
|  | University College Dublin | 3:0 (2:0) | Waterford United       |

- I liga portugalska (bwinLIGA) – 24. kolejka

|  | FC Porto | 5:1 (4:0) | Vitória Setúbal |

- I liga rumuńska (Liga I) – 25. kolejka

|  | Universitatea Krajowa | 0:1 (0:0) | CFR-Ecomax Cluj  |
|  | Jiul Petroszany       | 0:1 (0:1) | Unirea Urziceni  |
|  | Politehnica Timișoara | 1:0 (1:0) | Oțetul Galați    |
|  | FC Vaslui             | 3:2 (1:0) | Gloria Bystrzyca |

- I liga szwedzka (Allsvenskan) – 1. kolejka

|  | IF Brommapojkarna | 1:0 (1:0) | Djurgårdens IF |
|  | Trelleborgs FF    | 1:1 (1:1) | IFK Göteborg   |

- I liga turecka (Süper Lig) – 27. kolejka

|  | Galatasaray SK | 0:1 (0:1) | Erciyesspor Kayseri |

- I liga ukraińska (Wyszcza Liha) – 21. kolejka

|  | Dynamo Kijów | 0:0 | Metałurh Donieck |

- I liga węgierska (Borsodi Liga) – 23. kolejka

|  | Videoton FC Fehérvár | 0:4 (0:2) | Debreceni VSC |

### Żużel
- Brytyjska Elite League 2007:
Rozegrano aż dziewięć meczów: sześć zespołów gra mecz i rewanż; Peterborough Panthers dwa mecze z innymi przeciwnikami (w nawiasach godziny rozpoczęcia meczów):
  - (12:00) Poole Pirates – Eastbourne Eagles 52:36
  - (13:00) Oxford Cheetahs – Reading Bulldogs 40:50
  - (15:00) Peterborough Panthers – Swindon Robins 58:35
  - (15:15) Ipswich Witches – The Lakeside Hammers 44:44
  - (20:30) Belle Vue Aces – Wolverhampton Wolves 42:48
  - (20:30) Eastbourne Eagles – Poole Pirates 49:41
  - (21:00) The Lakeside Hammers – Ipswich Witches 60:33
  - (21:00) Coventry Bees – Peterborough Panthers 50:40
  - (21:00) Reading Bulldogs – Oxford Cheetahs 54:36

## 5 kwietnia

### Piłka nożna
- I liga duńska (Superligaen) – 22. kolejka

|  | Aalborg BK   | 0:2 (0:1) | Midtjylland Herning |
|  | Esbjerg fB   | 1:1 (0:1) | Brøndby IF          |
|  | FC København | 3:1 (0:1) | Silkeborg IF        |
|  | Randers FC   | 1:6 (0:5) | FC Nordsjælland     |
|  | Vejle BK     | 0:0       | AC Horsens          |
|  | Viborg FF    | 0:2 (0:0) | Odense BK           |

- I liga farerska (Formuladeildin) – 2. kolejka

|  | AB Argir    | 4:4 (2:3) | GÍ Gøta      |
|  | EB/Streymur | 3:0 (1:0) | Skála ÍF     |
|  | HB Tórshavn | 3:0 (2:0) | B71 Sandoy   |
|  | KÍ Klaksvík | 5:0 (1:0) | VB/Sumba     |
|  | NSÍ Runavík | 3:0 (2:0) | B36 Tórshavn |

- I liga polska (Orange Ekstraklasa) – 20. kolejka

|  | GKS Bełchatów | 3:1 (2:0) | Zagłębie Lubin |

- I liga rumuńska (Liga I) – 25. kolejka

|  | UT Arad               | 0:0       | FC Politehnica Jassy     |
|  | FC National Bukareszt | 2:0 (2:0) | Farul Constanta          |
|  | Panduri Târgu-Jiu     | 1:0 (1:0) | FC Ceahlaul Piatra Neamt |

## 4 kwietnia

### Piłka nożna
- I liga bułgarska (Grupa A) – 19. kolejka

|  | Liteks Łowecz | 2:0 (0:0) | Sławia Sofia |

- I liga macedońska (Makedonska Prva Liga) – 23. kolejka

|  | Makedonija Gjorche Petrov | 3:0 (2:0) | FK Baskimi           |
|  | FK Pelister               | 2:0 (0:0) | Vlazrimi Kichevo     |
|  | FK Pobeda Prilep          | 3:2 (1:0) | FK Sileks Kratovo    |
|  | FK Rabotnički Skopje      | 0:0       | Napredok Kicevo      |
|  | Renova Dzepchishte        | 4:0 (2:0) | FK Bregalnica Kraun  |
|  | Wardar Skopje             | 1:0 (1:0) | Shkendija '79 Tetovo |

- I liga szkocka (Scottish Premier League) – 31. kolejka

|  | St. Mirren F.C. | 1:1 (0:1) | Hibernian F.C. |

### Żużel
- Brytyjska Elite League 2007:
  - Swindon Robins – Poole Pirates 46:44
- Polskie krajowe eliminacje do Indywidualnych Mistrzostw Świata Juniorów 2007:
  - Rozegrano dwa półfinały krajowych eliminacji do IMŚJ. Oba półfinały obfitowały w wiele upadków, w których uczestniczyli młodzi z małych doświadczeniem żużlowcy. Z półfinału w Grudziądzu – z powodu odnowionej kontuzji – musiał wycofać się obrońca tytułu Torunianin Karol Ząbik, który zapewne zostanie nominowany do IMŚJ przez Polski Związek Motorowy.

## 2 kwietnia

### Żużel
- Brytyjska Elite League 2007:
  - Belle Vue Aces – Eastbourne Eagles 50:43
  - Oxford Cheetahs – Coventry Bees 28:64
  - Wolverhampton Wolves – Lakeside Hammers 49:44

## 1 kwietnia

### Rajdowe mistrzostwa świata
- Rajd Portugalii 2007
  - W tegorocznym rajdzie Portugalii, powracającym jako eliminacja WRC po 6 latach, zwyciężył Francuz Sebastien Loeb osiągając nad drugim Norwegiem Petterem Solbergiem przewagę ponad trzech minut. Trzeci był Hiszpan Daniel Sordo, który mecie stracił do zwycięzcy ponad pięć minut. Polak Michał Kościuszko nie ukończył rajdu.

### Żużel
- Kryterium Asów 2007 w Bydgoszczy:
  - Słoweniec Matej Ferjan (Stal Gorzów) niespodziewanie zwyciężył w XXVI Kryterium Asów tradycyjnie otwierający sezon żużlowy w Polsce. Drugie miejsce zajął Torunianin Wiesław Jaguś, trzecie po biegu dodatkowym Michał Szczepaniak z klubu gospodarzy.
- Niemiecka Bundesliga 2007:
  - W Diedenbergen rozegrano pierwszą rundę niemieckiej Bundesligi. Czwórmecz wygrała drużyna gospodarzy MSC Diedenbergen przed MSC Brokstedt, AC Landshut oraz SC Neuenknick. W barwach SC Neuenknick wystąpił Marcin Sekula, który zdobył 5 punktów (1,2,u,2,0).